# Energy
|  | Per a altres significats, vegeu «Energy (Illinois)». |

Energy és canal de televisió privat espanyol operat per Mediaset España, grup propietat de la companyia italiana MFE - MediaForEurope, la programació està dirigida al target masculí. Aquest canal començà les seves emissions oficialment el 9 de gener del 2012.

## Història
El 23 de febrer de 2011, Mediaset España va anunciar el disseny dels dos canals digitals de Cuatro, un dedicat al públic masculí i un altre dedicat al femení. Des de llavors es va presentar Divinity, el canal destinat al públic femení, i es va llançar l'1 d'abril d'aquest mateix any. Tot i això, del canal masculí no es va saber gran cosa fins al mes de novembre.
Després del llançament de Divinity, van començar a aparèixer publicacions sobre Energy. Al principi, el projecte es va quedar al congelador, encara que després de tot va ser reprès i es va dir fins i tot que estaria en condicions de debutar després de l'estiu. El mes de juny es va anunciar que el seu nom preliminar era  XTRA i el seu objectiu era competir amb el canal Nitro d'Antena 3. El novembre de 2011 es va assegurar el seu llançament durant l'any 2012.
Després de mesos sense notícies al respecte, Paolo Vasile (conseller delegat de Mediaset España) va confirmar en octubre que tenien dos noms possibles, la programació i el producte preparats. No obstant això, prendrien una decisió en funció de la situació general, ja que van considerar necessari esperar alguns mesos per estudiar l'evolució del mercat i el posicionament de la resta de cadenes. Un dels noms possibles era Vertigo, el qual semblava ser el definitiu per al canal masculí. A més, en aquest mateix mes, Ramón Fuentes (periodista esportiu d'Informatius Telecinco) va comentar en una entrevista que l'aposta per l'esport de Telecinco es veuria clarament amb el llançament d'un canal de tall masculí en el qual l'actualitat esportiva tindria molta rellevància.
Ja en el mes de novembre es va desvetllar l'altra possible marca del canal:  Energy, que va ser confirmat setmanes després com el nom definitiu de la cadena. També es va confirmar que els espais publicitaris de Energy es negociaran dins de l'estratègia comercial de tot el grup amb el model de pauta publicitària, en què ja es ven conjuntament la publicitat de LaSiete, FDF i Divinity.
El 30 de novembre de 2015 va canviar la seva programació passant a incorporar continguts de ficció, incloent sèries, cinema i documentals ficcionats.

## Programació
La programació d'Energy està especialment dirigida a un públic principalment masculí, jove i urbà. Incidència, comptava amb emissions esportives, documentals d'actualitat. El canal reflectia l'esperit del món de l'esport i del millor entreteniment per als homes. A més, dedicava gran part del seu temps als esdeveniments esportius i va emetre el Mundial i el Campionat d'Espanya de Motociclisme a més de l'Eurocopa de futbol.
En l'actualitat, la ficció a través de sèries americanes i cinema conformen la programació del canal en la seva totalitat.

## Audiències
Evolució de la quota de pantalla mensual, segons els mesuraments d'audiència elaborats a Espanya per TNS. Estan en negreta els mesos en què va ser líder d'audiència.
|      | Gener   | Febrer | Març  | Abril | Maig | Juny | Juliol | Agost | Setembre | Octubre | Novembre | Desembre | Mitja anual |
| ---- | ------- | ------ | ----- | ----- | ---- | ---- | ------ | ----- | -------- | ------- | -------- | -------- | ----------- |
| 2012 | 0,7%**  | 0,8%   | 0,7%  | 0,8%  | 0,8% | 0,8% | 0,9%   | 1,0%  | 1,0%     | 1,0%    | 1,0%     | 1,1%     | 0,9%        |
| 2013 | 1,4%    | 1,2%   | 1,3%  | 1,3%  | 1,3% | 1,4% | 1,3%   | 1,6%  | 1,9%     | 1,2%    | 1,1%     | 1,2%     | 1,1%        |
| 2014 | 1,5%    | 1,2%   | 1,2%  | 1,3%  | 1,4% | 1,7% | 1,9%   | 2,1%* | 1,0%     | 1,6%    | 1,6%     | 1,5%     | 1,6%        |
| 2015 | 1,5%    | 1,5%   | 1,5%  | 1,5%  | 1,6% | 1,6% | 1,7%   | 1,9%  | 1,5%     | 1,6%    | 1,3%     | 1,6%     | 1,6%        |
| 2016 | 1,7%    | 1,7%   | 1,8%  | 1,7%  | 1,7% | 1,8% | 1,9%   | 2,1%  | 1,9%     | 2,0%    | 1,9%     | 2,0%     | 1,9%        |
| 2017 | 2,0%    | 1,9%   | 2,0%  | 2,1%  | 2,1% | 2,1% | 2,0%   | 2,0%  | 2,0%     | 1,8%    | 1,9%     | 1,9%     | 2,0%        |
| 2018 | 1,8%    | 1,7%   | 1,6%  | 1,6%  | 1,8% | 1,8% | 1,9%   | 2,2%  | 2,1%     | 2,1%    | 2,2%     | 2,3%     | 1,9%        |
| 2019 | 2,3%    | 2,3%   | 2,4%  | 2,3%  | 2,3% | 2,4% | 2,6%   | 2,9%  | 2,5%     | 2,3%    | 2,4%     | 2,5%     | 2,4%        |
| 2020 | 2,5%    | 2,4%   | 2,1%  | 2,2%  | 2,3% | 2,3% | 2,6%   | 2,5%  | 2,3%     | 2,2%    | 2,0%     | 2,0%     | 2,3%        |
| 2021 | 1,9%    | 1,9%   | 1,9%  | 2,0%  | 2,0% | 2,1% | 2,5%   | 2,3%  | 2,3%     | 2,3%    | 2,3%     | 2,2%     | 2,1%        |
| 2022 | 2,2%    | 2,1%   | 2,2%  | 2,3%  | 2,6% | 2,6% | 2,7%   | 2,9%  | 2,6%     | 2,6%    | 2,7%     | 2,5%     | 2,5%        |
| 2023 | 3,0%    | 3,0%   | 3,1%* | 3,1%  | 3,1% | 3,0% | 3,0%   | 3,1%  | 2,7%     | 2,8%    | 2,9%     | 2,9%     | 3,0%        |
| 2024 | 2,7%    | 2,7%   | 2,7%  | 2,7%  | 2,5% | 2,3% | 2,3%   | 2,5%  | 2,3%     | 2,1%    | 2,0%     | 2,2%     | 2,4%        |
| 2025 | 2,4%*** | 2,5%   | 2,5%  | 2,5%  | 2,5% | 2,6% | 2,6%   |       |          |         |          |          |             |

* Màxim històric|** Mínim històric